# Kreuzstein (Meinheim)

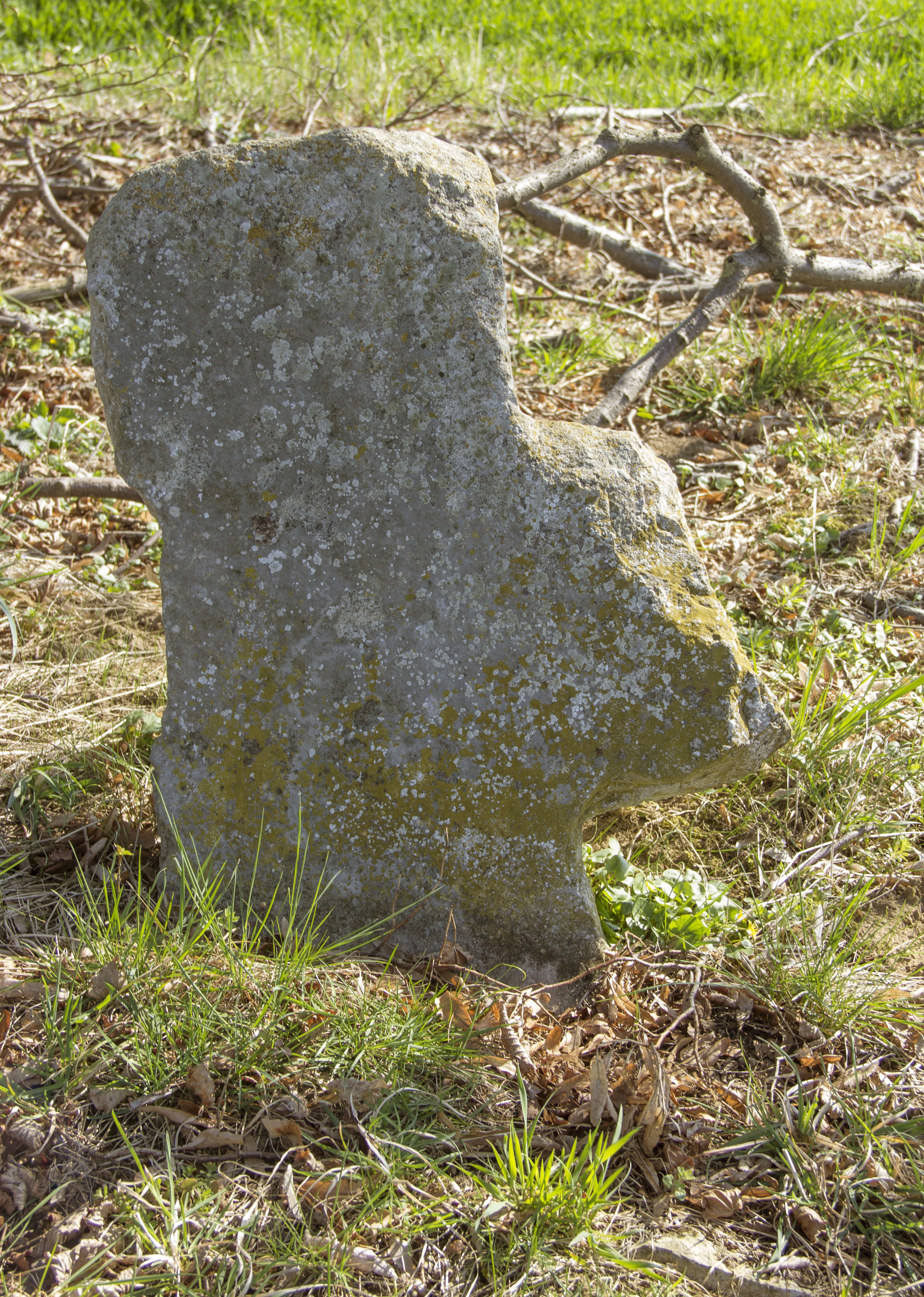
Der Kreuzstein im März 2014

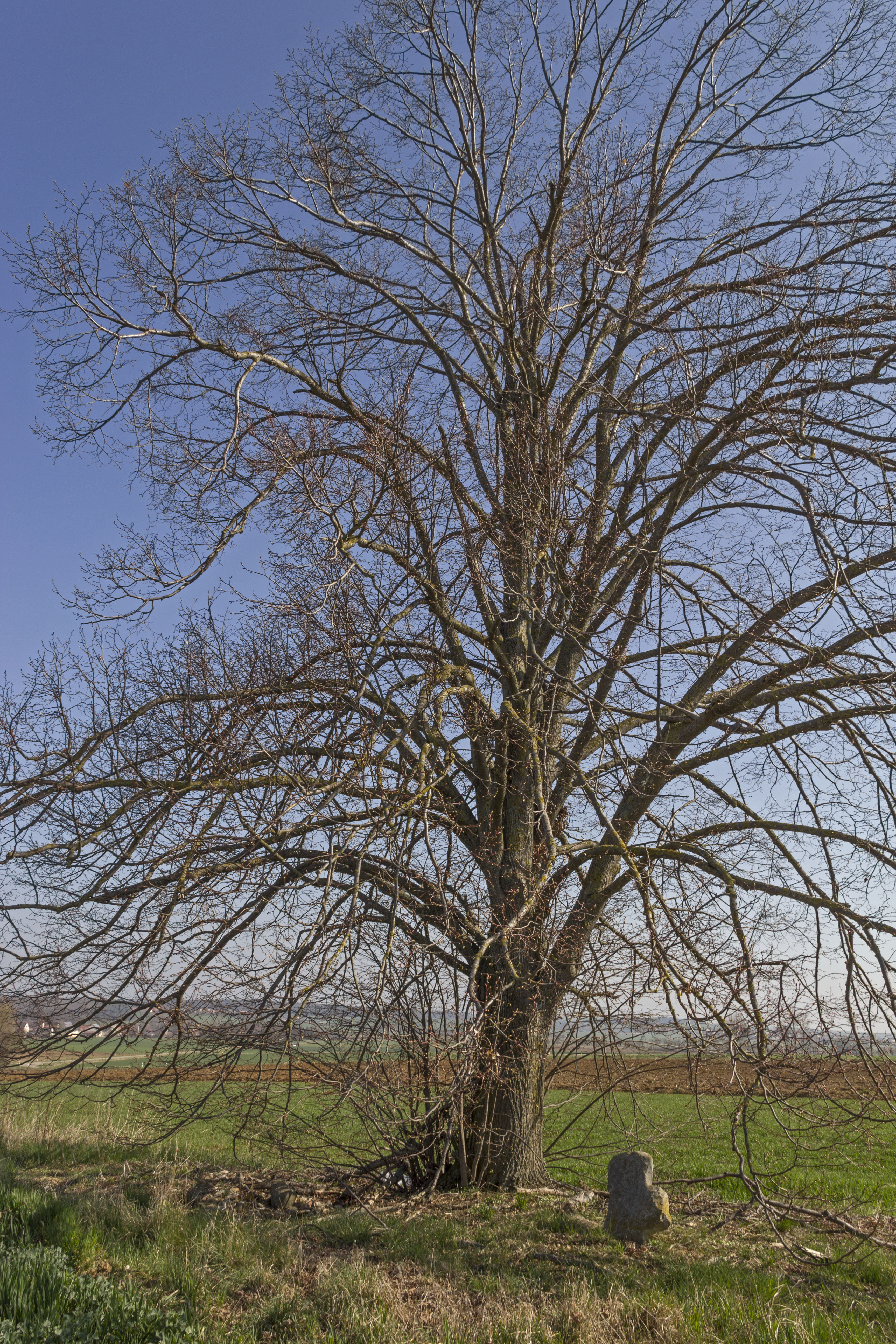
Der Kreuzstein unter der Linde

Der Kreuzstein in Meinheim, einer Gemeinde im mittelfränkischen Landkreis Weißenburg-Gunzenhausen, ist unter der Denkmalnummer D-5-77-150-22 als Baudenkmal in die Bayerische Denkmalliste eingetragen.
Der Kreuzstein steht in einer Offenlandschaft des Altmühltals unter einer Linde auf der Flur Gänsfeld unweit nördlich von Meinheim, direkt an der Staatsstraße 2230 auf einer Höhe von 437 Metern über NHN. Er bildet den Rest eines Wegkreuzes mittelalterlichen Ursprungs. Der Kreuzstein ist aus Sandstein und etwa 70 Zentimeter hoch. Der Zustand des Kreuzsteins ist schlecht: Er ist stark verwittert, der linker Kreuzarm fehlt.